# 콜피츠 발진기
콜피츠 발진기(Colpitts oscillator)는 1918년 캐나다계 미국인 엔지니어 에드윈 H. 콜피츠가 진공관을 사용하여 발명한 것으로 특정 주파수에서 진동을 생성하기 위해 유도자 (L)와 축전기 (C)의 조합을 사용하는 LC 발진기, 즉 전자 발진기 설계 중 하나이다. 콜피츠 발진기의 특징은 능동 소자에 대한 피드백이 유도자에 걸쳐 직렬로 연결된 두 개의 축전기로 구성된 전압 분배기에서 얻어진다는 것이다.

## 개요
|  |  |

콜피츠 회로는 다른 LC 발진기와 마찬가지로 병렬 LC 회로(동조 회로)를 포함하는 피드백 루프로 출력단이 입력단에 연결된 증폭 소자(양극성 접합 트랜지스터, 전계 효과 트랜지스터, 연산 증폭기, 또는 진공관 등)로 구성되어 있으며, 이는 대역 통과 필터로서 작용하여 발진 주파수를 설정한다. 증폭기는 서로 다른 입력 및 출력 임피던스를 가지며, LC 회로를 과도하게 감쇠시키지 않으면서 여기에 연결되어야 한다.
콜피츠 발진기는 두 개의 축전기를 사용하여 LC 회로 안팎으로 에너지를 결합하기 위한 전압 분할을 제공한다. (이는 피드백 신호가 직렬로 연결된 두 개의 코일(또는 탭 코일)로 구성된 "유도성" 전압 분할기에서 얻어지는 하틀리 발진기의 전기적 쌍대회로로 간주될 수 있다.) 그림 1은 공통 베이스 콜피츠 회로를 보여준다. 유도자 L과 C1 및 C2의 직렬 조합은 발진기의 주파수를 결정하는 공진 탱크 회로를 형성한다. C2 양단의 전압은 트랜지스터의 베이스-이미터 접합부에 인가되어 발진을 생성하기 위한 피드백으로 작용한다. 그림 2는 공통 컬렉터 버전을 보여준다. 여기서는 C1 양단의 전압이 피드백을 제공한다. 발진 주파수는 LC 회로의 공진 주파수와 거의 같으며, 이는 유도자와 병렬로 연결된 두 축전기의 직렬 조합이다.
{\displaystyle f_{0}={\frac {1}{2\pi {\sqrt {L{\frac {C_{1}C_{2}}{C_{1}+C_{2}}}}}}}.}
실제 발진 주파수는 접합 용량 및 트랜지스터의 저항성 부하로 인해 약간 낮아진다.
다른 발진기와 마찬가지로 능동 소자의 증폭은 안정적인 동작을 얻기 위해 공진기 손실과 전압 분할 감쇠보다 약간 더 커야 한다. 따라서 가변 주파수 발진기(VFO)로 사용되는 콜피츠 발진기는 두 축전기 중 하나만을 동조하는 것과 달리 가변 유도자를 사용하여 동조할 때 가장 잘 작동한다. 가변 축전기를 통한 동조가 필요한 경우, 유도자에 병렬로 연결된 세 번째 축전기(클랩 발진기와 같이 직렬로 연결할 수도 있다)를 사용하여 수행해야 한다.

### 실제 예시

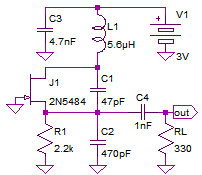
그림 3: 약 10 MHz의 발진 주파수를 갖는 실제적인 공통 게이트 콜피츠 발진기

그림 3은 부품 값이 포함된 예시를 보여준다. 전계 효과 트랜지스터 대신 원하는 주파수에서 이득을 생성할 수 있는 양극성 접합 트랜지스터 또는 진공관과 같은 다른 능동 부품을 사용할 수 있다.
공통 게이트 증폭기는 낮은 입력 임피던스와 높은 출력 임피던스를 갖는다. 따라서 증폭기 입력단인 소스는 LC 회로 L1, C1, C2, C3의 낮은 임피던스 탭에 연결되고, 증폭기 출력단인 드레인은 LC 회로의 높은 임피던스 상단에 연결된다. 저항 R1은 발진 없이 드레인 전류 0.5mA에서 동작점을 설정한다. 출력은 낮은 임피던스 탭에 있으며 일부 부하를 구동할 수 있다. 그럼에도 불구하고 이 회로는 낮은 고조파 디스토션을 갖는다. J1의 드레인과 접지 사이에 추가 가변 축전기를 통해 회로의 주파수를 변경할 수 있다. 부하 저항 RL은 시뮬레이션의 일부이며 회로의 일부가 아니다.

## 이론

그림 4: 이상적인 콜피츠 발진기 모델(공통 컬렉터 구성)

발진기 분석의 한 가지 방법은 반응성 부품을 무시하고 입력 포트의 입력 임피던스를 결정하는 것이다. 임피던스가 부정적인 저항 항을 생성하면 발진이 가능하다. 이 방법은 발진 조건과 발진 주파수를 결정하는 데 사용된다.
오른쪽에 이상적인 모델이 나와 있다. 이 구성은 위의 섹션에 있는 공통 컬렉터 회로를 모델링한다. 초기 분석을 위해 기생 요소와 장치의 비선형성은 무시한다. 이러한 항은 나중에 보다 엄격한 분석에 포함될 수 있다. 이러한 근사치에도 불구하고 실험 결과와 허용 가능한 비교가 가능하다.
인덕터를 무시하면 베이스의 입력 임피던스는 다음과 같이 쓸 수 있다.
{\displaystyle Z_{\text{in}}={\frac {v_{1}}{i_{1}}},}
여기서 {\displaystyle v_{1}}은 입력 전압이고 {\displaystyle i_{1}}은 입력 전류이다. 전압 {\displaystyle v_{2}}는 다음과 같다.
{\displaystyle v_{2}=i_{2}Z_{2},}
여기서 {\displaystyle Z_{2}}는 {\displaystyle C_{2}}의 임피던스이다. {\displaystyle C_{2}}로 흐르는 전류는 {\displaystyle i_{2}}이며, 이는 두 전류의 합이다.
{\displaystyle i_{2}=i_{1}+i_{s},}
여기서 {\displaystyle i_{s}}는 트랜지스터에서 공급되는 전류이다. {\displaystyle i_{s}}는 다음과 같이 주어진 종속 전류원이다.
{\displaystyle i_{s}=g_{m}(v_{1}-v_{2}),}
여기서 {\displaystyle g_{m}}은 트랜지스터의 트랜스컨덕턴스이다. 입력 전류 {\displaystyle i_{1}}은 다음과 같다.
{\displaystyle i_{1}={\frac {v_{1}-v_{2}}{Z_{1}}},}
여기서 {\displaystyle Z_{1}}은 {\displaystyle C_{1}}의 임피던스이다. {\displaystyle v_{2}}에 대해 풀고 위 식에 대입하면 다음과 같다.
{\displaystyle Z_{\text{in}}=Z_{1}+Z_{2}+g_{m}Z_{1}Z_{2}.}
입력 임피던스는 {\displaystyle R_{\text{in}}} 항이 있는 직렬 연결된 두 개의 축전기로 나타나며, 이는 두 임피던스의 곱에 비례한다.
{\displaystyle R_{\text{in}}=g_{m}Z_{1}Z_{2}.}
만약 {\displaystyle Z_{1}}과 {\displaystyle Z_{2}}가 복소수이고 부호가 같다면, {\displaystyle R_{\text{in}}}은 부정적인 저항이 될 것이다. {\displaystyle Z_{1}}과 {\displaystyle Z_{2}}에 대한 임피던스를 대입하면 {\displaystyle R_{\text{in}}}은 다음과 같다.
{\displaystyle R_{\text{in}}={\frac {-g_{m}}{\omega ^{2}C_{1}C_{2}}}.}
인덕터가 입력에 연결되면, 부정적인 저항의 크기가 인덕터 및 기타 표류 요소의 저항보다 크면 회로가 발진한다. 발진 주파수는 이전 섹션에서 주어진 것과 같다.
위의 예시 발진기에서 에미터 전류는 약 1 mA이다. 트랜스컨덕턴스는 약 40 mS이다. 다른 모든 값이 주어지면 입력 저항은 대략 다음과 같다.
{\displaystyle R_{\text{in}}=-30\ \Omega .}
이 값은 회로의 모든 양의 저항을 극복하기에 충분해야 한다. 육안으로 검사했을 때, 발진은 더 큰 트랜스컨덕턴스 값과 더 작은 축전기 값에 대해 더 가능성이 높다. 공통 베이스 발진기에 대한 더 복잡한 분석은 발진을 달성하기 위해 저주파 증폭기 전압 이득이 최소 4여야 함을 보여준다. 저주파 이득은 다음과 같다.
{\displaystyle A_{v}=g_{m}R_{p}\geq 4.}

그림 5: 하틀리 발진기와 콜피츠 발진기의 비교

두 개의 축전기를 인덕터로 대체하고 자기 결합을 무시하면 회로는 하틀리 발진기가 된다. 이 경우 입력 임피던스는 두 개의 인덕터와 다음과 같은 부정적인 저항의 합이다.
{\displaystyle R_{\text{in}}=-g_{m}\omega ^{2}L_{1}L_{2}.}
하틀리 회로에서는 더 큰 트랜스컨덕턴스 값과 더 큰 인덕턴스 값에 대해 발진이 더 가능성이 높다.
위의 분석은 피어스 발진기의 동작도 설명한다. 두 개의 축전기와 하나의 인덕터가 있는 피어스 발진기는 콜피츠 발진기와 동일하다. 동등성은 두 축전기의 접합부를 접지점으로 선택함으로써 보여줄 수 있다. 두 개의 인덕터와 하나의 축전기를 사용하는 표준 피어스 발진기의 전기적 쌍대회로는 하틀리 발진기와 동일하다.

### 작동 원리
콜피츠 발진기는 일반적으로 무선 주파수 범위에서 사인파형을 생성하는 전자 회로이다. 공진 탱크 회로를 형성하기 위해 인덕터와 두 개의 축전기를 병렬로 사용하여 발진 주파수를 결정한다. 탱크 회로의 출력 신호는 증폭기의 입력으로 피드백되어 증폭되어 탱크 회로로 다시 공급된다. 피드백 신호는 지속적인 발진에 필요한 위상 편이를 제공한다.
콜피츠 발진기의 작동 원리는 다음과 같이 설명할 수 있다.
- 전원 공급 장치가 켜지면 축전기 {\displaystyle C_{1}}와 {\displaystyle C_{2}}가 저항 {\displaystyle R_{1}}와 {\displaystyle R_{2}}를 통해 충전되기 시작한다. {\displaystyle C_{2}} 양단의 전압은 축전기 {\displaystyle C_{\text{in}}}를 통해 트랜지스터의 베이스에 결합된다.
- 트랜지스터는 입력 신호를 증폭하고 컬렉터에서 반전된 출력 신호를 생성한다. 출력 신호는 축전기 {\displaystyle C_{\text{out}}}를 통해 탱크 회로에 결합된다.
- 탱크 회로는 다음과 같이 주어지는 고유 주파수에서 공진한다.

{\displaystyle f={\frac {1}{2\pi {\sqrt {LC_{t}}}}}}
여기서:
- f = 발진 주파수
- L = 인덕터의 인덕턴스
- {\displaystyle C_{t}} = {\displaystyle C_{1}}와 {\displaystyle C_{2}}의 직렬 조합의 총 커패시턴스이며 다음과 같이 주어짐:

{\displaystyle C_{t}={\frac {C_{1}C_{2}}{C_{1}+C_{2}}}}
- 공진 주파수는 {\displaystyle C_{1}}과 {\displaystyle C_{2}}의 값과는 독립적이지만 비율에 따라 달라진다. {\displaystyle C_{1}}과 {\displaystyle C_{2}}의 비율은 피드백 이득과 발진기의 안정성에도 영향을 미친다.
- 인덕터 L 양단의 전압은 {\displaystyle C_{2}} 양단의 전압과 동상이며, {\displaystyle C_{1}} 양단의 전압과는 180도 위상 차이가 난다. 따라서 {\displaystyle C_{1}}과 {\displaystyle C_{2}}의 접합부에서의 전압은 트랜지스터의 컬렉터에서의 전압과 180도 위상 차이가 난다. 이 전압은 {\displaystyle C_{\text{in}}}를 통해 트랜지스터의 베이스로 피드백되어 또 다른 180도 위상 편이를 제공한다. 따라서 루프를 통한 총 위상 편이는 360도이며, 이는 0도와 동일하다. 이는 발진에 대한 Barkhausen 기준을 충족한다.
- 발진의 진폭은 피드백 이득과 탱크 회로의 손실에 따라 달라진다. 지속적인 발진을 위해서는 피드백 이득이 손실과 같거나 약간 더 커야 한다. 피드백 이득은 {\displaystyle R_{1}}과 {\displaystyle R_{2}}의 값을 변경하거나 {\displaystyle C_{1}} 또는 {\displaystyle C_{2}} 대신 가변 축전기를 사용하여 조정할 수 있다.[10]

콜피츠 발진기는 RF 통신 시스템, 신호 발생기 및 전자 테스트 장비와 같은 다양한 응용 분야에서 널리 사용된다. 탱크 회로에서 탭 축전기 대신 탭 인덕터를 사용하는 하틀리 발진기보다 더 나은 주파수 안정성을 갖는다. 그러나 콜피츠 발진기는 하틀리 발진기보다 더 높은 공급 전압과 더 큰 커플링 축전기를 요구할 수 있다.

### 발진 진폭
발진 진폭은 일반적으로 예측하기 어렵지만, 기술 함수 방법을 사용하여 종종 정확하게 추정할 수 있다.
그림 1의 공통 베이스 발진기에 대해 이 접근 방식을 단순화된 모델에 적용하면 다음으로 주어진 출력(컬렉터) 전압 진폭을 예측한다.
{\displaystyle V_{C}=2I_{C}R_{L}{\frac {C_{2}}{C_{1}+C_{2}}},}
여기서 {\displaystyle I_{C}}는 바이어스 전류이고, {\displaystyle R_{L}}은 컬렉터의 부하 저항이다.
이것은 트랜지스터가 포화되지 않고, 컬렉터 전류가 좁은 펄스로 흐르며, 출력 전압이 사인파형(낮은 왜곡)이라고 가정한다.
이 근사 결과는 MOSFET 및 진공관과 같은 다른 능동 소자를 사용하는 발진기에도 적용된다.

## 추가 문헌
- Lee, T. (December 2003). 《The Design of CMOS Radio-Frequency Integrated Circuits》. Cambridge University Press. ISBN 978-0521835398.
- Rohde, Ulrich L.; Poddar, Ajay K.; Böck, Georg (May 2005). 《The Design of Modern Microwave Oscillators for Wireless Applications》. New York, NY: John Wiley & Sons. ISBN 0-471-72342-8..
- Vendelin, George; Pavio, Anthony M.; Rohde, Ulrich L. (May 2005). 《Microwave Circuit Design Using Linear and Nonlinear Techniques》. New York, NY: John Wiley & Sons. ISBN 0-471-41479-4..
- Rohde, Ulrich L.; Apte, Anisha M. (August 2016). 《Everything You Always Wanted to Know About Colpitts Oscillators》. 《IEEE Microwave Magazine》 17. 59–76쪽. doi:10.1109/MMM.2016.2561498. S2CID 34141887.
- Apte, Anisha M.; Poddar, Ajay K.; Rohde, Ulrich L.; Rubiola, Enrico (2016). 《Colpitts oscillator: A new criterion of energy saving for high performance signal sources》. IEEE International Frequency Control Symposium. doi:10.1109/FCS.2016.7546729.